# Noia

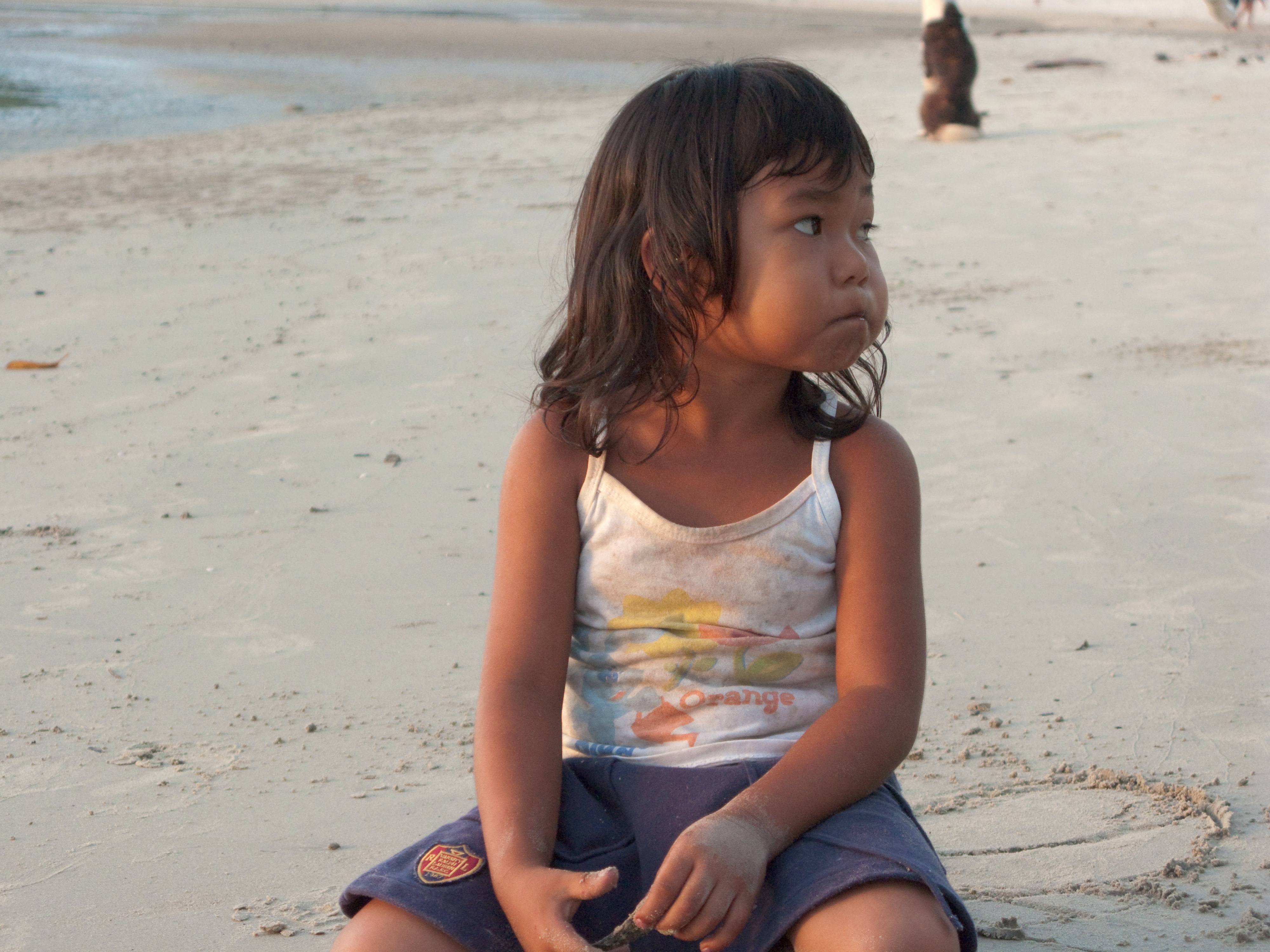
Una noia

Una noia (oriental central), al·lota (balear), xica, xiqueta (occidental), minyona (septentrional) o fadrina (en desús) és una persona humana de sexe femení que ja no viu en la infantesa i encara no ha passat l'adolescència. El terme pot significar també simplement una nena o una filla («Tinc una noia i dos nois») o, al registre familiar, també dones adultes («Hola, noies!») quan les anomena una persona que és de llur mateixa edat o que les ha conegudes des de llur infantesa o joventut. L'estatus de les noies al llarg de la història del món està estretament relacionat amb l'estatus de la dona en qualsevol cultura. Quan les dones gaudeixen d'un estatus més igualitari que els homes, les noies es beneficien d'una major atenció a les seves necessitats.
Les versions masculines són noi, al·lot, xic, xiquet, minyó i fadrí.

## Educació
L'educació formal de les noies s'ha considerat tradicionalment molt menys important que la dels nois. A Europa, les excepcions eren rares abans de la impremta i la Reforma protestant va fer més estesa l'alfabetització. Al segle XVIII, els europeus van reconèixer el valor de l'alfabetització i es van obrir escoles per educar el públic en nombre creixent. Tanmateix, l'educació encara no es considerava tan important per a les noies com per als nois, que s'estaven formant per a professions que romanien tancades a les dones. A molts països europeus, l'educació de les nenes es va restringir fins a la dècada de 1970, especialment als nivells superiors. Això es va fer sovint ensenyant assignatures diferents per a cada sexe, sobretot perquè l'educació terciària es considerava principalment per als homes, especialment pel que fa a l'educació tècnica. Actualment a moltes parts del món les noies s'enfronten a obstacles importants per accedir a una educació adequada. Aquests obstacles inclouen: matrimonis precoços i forçats; embaràs precoç; prejudicis basats en estereotips de gènere a casa, a l'escola i a la comunitat; violència de camí a l'escola, o dins i al voltant de les escoles; llargues distàncies a les escoles; vulnerabilitat a l'epidèmia del VIH; les taxes escolars, que sovint fan que els pares enviïn només els seus fills a l'escola; manca d'enfocaments i materials sensibles al gènere a les aules.

## Salut
La salut de les noies és menys valorada en cultures on les noies són discriminades i les famílies destinen la majoria dels recursos als nois. Una amenaça important per a la salut de les nenes és el matrimoni precoç, que sovint condueix a un embaràs precoç. Les nenes obligades a casar-se amb nens sovint queden embarassades ràpidament després del matrimoni, augmentant el seu risc de complicacions i de mortalitat materna. Aquestes complicacions derivades de l'embaràs i el part a edats primerenques són una de les principals causes de mort entre les adolescents dels països en desenvolupament. La mutilació genital femenina practicada a moltes parts del món és una altra de les principals causes de mala salut de les nenes.

## Iniciatives internacionals per als drets de les noies
La Convenció de les Nacions Unides sobre els Drets de l'Infant (1988) i els Objectius de Desenvolupament del Mil·lenni (2000) van promoure un millor accés a l'educació per a totes les nenes i els nens i per eliminar les disparitats de gènere tant a nivell primari com secundari. La matrícula escolar i les taxes d'alfabetització de les noies a tot el món han millorat contínuament. L'any 2005, les taxes netes de matriculació primària global eren del 85% per a les nenes, un augment del 78% 15 anys abans; a secundària, la matrícula de les noies va augmentar 10 punts percentuals fins al 57% durant el mateix període.
Diverses organitzacions no governamentals (ONG) han creat programes centrats en abordar les disparitats en l'accés de les nenes a necessitats com l'alimentació, la salut i l'educació. La campanya «Perquè sóc una noia» de Plan International és un exemple destacat d'aquestes iniciatives. La investigació de Plan International ha demostrat que l'educació de les nenes pot tenir un poderós efecte dominó, impulsant les economies dels seus pobles i pobles; També s'ha demostrat que oferir a les nenes accés a l'educació millora la comprensió de la comunitat dels temes de salut, redueix les taxes de VIH, millora la consciència nutricional, redueix la natalitat i millora la salut infantil. La investigació demostra que una noia que ha rebut una educació:
- Guanya fins a un 25 per cent més i reinverteix el 90 per cent a la seva família.

- És tres vegades menys propensa a ser seropositiva.

- Té menys fills, més sans i amb un 40% més de probabilitats de viure més enllà dels cinc anys.[10]

Plan International també va crear una campanya per establir un Dia Internacional de la Nena. Els objectius d'aquesta iniciativa són augmentar la consciència mundial sobre els reptes únics als quals s'enfronten les nenes, així com el paper clau que tenen a l'hora d'abordar els reptes més grans de la pobresa i el desenvolupament. L'Assemblea General de les Nacions Unides va aprovar el Dia Internacional de la Nena el 19 de desembre de 2011. El primer Dia Internacional de la Nena va ser l'11 d'octubre de 2012.
Una investigació més recent ha portat a Plan International a identificar la necessitat de coordinar projectes que abordin els rols dels nois a les seves comunitats, així com a trobar maneres d'incloure els nois en activitats que redueixin la discriminació de gènere. Com que els líders polítics, religiosos i de les comunitats locals solen ser homes, els homes i els nens tenen una gran influència en qualsevol esforç per millorar la vida de les nenes i aconseguir la igualtat de gènere. L'informe anual de 2011 de Plan International assenyala que els homes tenen més influència i poden convèncer les comunitats perquè frenin el matrimoni precoç i la mutilació genital femenina amb més eficàcia que les dones.